# Vlag van Zuid-Afrika
De nationale vlag van Zuid-Afrika werd in gebruik genomen op 27 april 1994. Dit was het einde van de apartheid, waarna er een wijdverspreid gevoel ontstond dat de vroegere nationale vlag moest worden vervangen omdat deze symbool stond voor de apartheid in de ogen van veel Zuid-Afrikanen.

## Symboliek
De huidige vlag is een integratie van het rood, wit en blauw van de Nederlandse en Britse vlag die onderdeel vormden van de Zuid-Afrikaanse vlag en de kleuren geel zwart en groen van de partijvlag van het Afrikaans Nationaal Congres. Als roodvariant werd voor chilirood gekozen, waarin zowel het historische oranje als rood verenigd werd. Geel en groen werden al gebruikt als nationale sportkleur. Rood, geel en groen zijn ook de Pan-Afrikaanse kleuren.
Van de Y-vorm wordt verklaard dat deze de convergentie als één verenigde natie symboliseert. In het oorspronkelijke ontwerp kwamen drie banen samen, maar de dochter van de ontwerper wees erop dat dit overeenkwam met het Ban-de-Bomteken (☮).
Toen de nieuwe vlag werd ontworpen, verklaarde men uitdrukkelijk dat de kleuren geen officiële betekenis of symboliek hadden. Toch is er officieuze consensus bereikt in termen van een betekenis voor de vlag en zijn kleuren. Het rood symboliseert het bloed. Het blauw wijst op de blauwe lucht, terwijl het groen het land Zuid-Afrika symboliseert. Het zwart vertegenwoordigt de zwarte Zuid-Afrikanen, en het wit vertegenwoordigt de blanke Zuid-Afrikanen. Geel staat voor de natuurlijke rijkdommen van het land, waaronder goud.

## Andere vlaggen
Ook de Strijdkrachten van Zuid-Afrika hebben hun eigen vlag waarbij in het Kanton de nationale vlag terug te vinden is. De constructie van de vlaggen is gebaseerd op de constructie van de vlaggen van het Verenigd Koninkrijk.

?Vlag van de Nationale defensie van Zuid-Afrika
??Vlag van de Zuid-Afrikaanse landmacht
??Vlag van de Zuid-Afrikaanse zeemacht
?Vlag van de Zuid-Afrikaanse luchtmacht

## Ontwerp

Constructie

Vlag van Zuid-Afrika (1961-1994)

Partijvlag van het Afrikaans Nationaal Congres

### Afmetingen
De verhouding tussen de hoogte en breedte (lengte) van de vlag is 2:3. De horizontale rode en blauwe baan nemen elk een derde van de hoogte in; evenals de hoogte van de groene baan samen met de twee smalle witte banen. Als men het groen, geel en zwart wegdenkt, ontstaat een rood-wit-blauwe driekleur zoals de Nederlandse vlag.
De middens van de schuine groene delen volgen de diagonalen van de vlag.
De exacte afmetingen zijn in de constructietekening rechts te lezen.

### Kleuren
| Kleur       | Textiel                       | Pantone-codering |
| ----------- | ----------------------------- | ---------------- |
| Groen       | CKS 42 c Spectrum green       | 3415 C           |
| Zwart       | CKS 401 c Blauwzwart          |                  |
| Wit         | CKS 701 c National flag white |                  |
| Goud (geel) | CKS 724 c Goudgeel            | 1235 C           |
| Rood        | CKS 750 c Chilirood           | 179 C            |
| Blauw       | CKS 762 c National flag blue  | Reflex blue C    |

## Geschiedenis

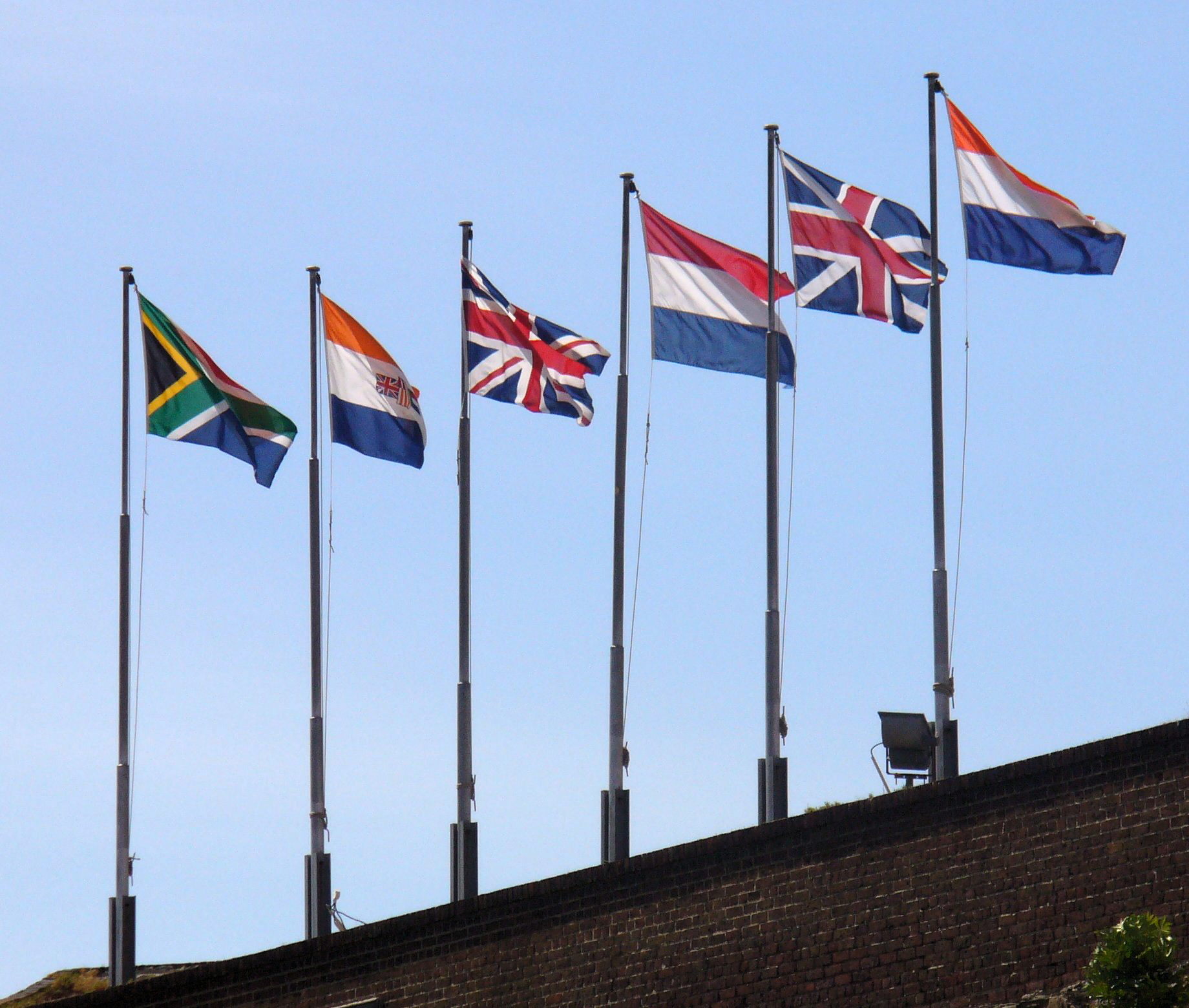
Historische Zuid-Afrikaanse vlaggen, Kasteel de Goede Hoop

Eind 1927 werd de voormalige vlag aangenomen. Deze werd voor het eerst gehesen op 31 mei 1928 en was gebaseerd op de Van Riebeeck-vlag of de Prinsenvlag, de oranje-wit-blauwe Nederlandse driekleur. In de Zuid-Afrikaanse vlag van 1928 werden drie kleine vlaggen in het midden van de witte baan geplaatst: de Britse vlag (gespiegeld), de Vierkleur van Oranje-Vrijstaat (gespiegeld) en de Vierkleur van Transvaal.
Na een referendum werd Zuid-Afrika op 31 mei 1961 een republiek, maar het land veranderde niet van vlag, hoewel er druk was om de Britse vlag uit de middelste baan te halen.

## Vlaginstructie
De vlaginstructie van de Zuid-Afrikaanse vlag is vastgelegd en gepubliceerd vlak voordat de vlag in 1994 werd aangenomen en regelt het gebruik van de vlag in Zuid-Afrika. Het gebruik van de Zuid-Afrikaanse vlag in het buitenland valt onder de wetgeving ter plaatse.

### Eerbied voor de vlag
De Zuid-Afrikaanse wet zegt dat de vlag op elk moment moet worden behandeld met "waardigheid en eerbied". De officiële regelgeving geeft aan dat de vlag de grond of de vloer nooit mag raken, en evenmin als lijstdoek mag worden gebruikt of over een platform, standbeeld, plakkaat of sluitsteen mag worden geplaatst. Ook het op een onrespectvolle wijze gebruiken in commerciële advertenties is niet toegestaan.
Om de vlag binnen Zuid-Afrika te produceren is toestemming van de president van Zuid-Afrika vereist.

### Traditionele regels om de vlag te behandelen
Er zijn een aantal traditionele regels van eerbied die zouden moeten worden nageleefd bij het omgaan met of het tonen van de vlag. De traditie wil dat de vlag altijd gehesen zou moeten worden bij het begin van de werkdag; vóór of bij zonsondergang moet de vlag weer naar beneden worden gehaald. De vlag mag alleen 's nachts blijven hangen wanneer zij voldoende verlicht is. Deze regel is alleen van toepassing op vlaggen die door de overheid worden gehesen; vlaggen in privé-eigendom mogen 24 uur per dag worden getoond.
De vlag moet ceremonieel worden gehesen en naar beneden worden gehaald. Wanneer een persoon ziet dat een officiële vlag wordt gehesen of naar beneden wordt gehaald, moet hij stoppen en eerbied voor de vlag tonen. Personen met een hoed moeten deze afzetten en voor het hart houden. Personen in uniform moeten volgens hun dienstvoorschriften de vlag groeten.
De vlag moet altijd correct worden getoond, dus met de zwarte driehoek aan de hijszijde. De vlag mag ook verticaal worden gehangen, waarbij ze niet slechts negentig graden moeten worden gedraaid, maar ook moet worden omgekeerd. De zwarte driehoek hangt dan bovenaan en de rode band links. Men "leest" een vlag zoals de pagina's van een boek, van boven tot onder en van links naar rechts, en na omwenteling zouden de resultaten hetzelfde moeten zijn.
Het is beledigend om de vlag in een verminkte of vuile staat te tonen. Vlaggen die niet meer geschikt kunnen worden gemaakt voor gebruik, moeten vernietigd worden, bij voorkeur door middel van verbranding. Ook vlaggenstokken moeten goed worden onderhouden.

### Correcte vertoning van de vlag
De regels betreffende de correcte methodes om de vlag te tonen, stellen dat wanneer twee Zuid-Afrikaanse vlaggen horizontaal aan een muur achter een podium worden gehangen, hun hijszijden naar elkaar toe moeten worden geplaatst met de rode banen aan de bovenkant. Als de vlag aan een aan de muur hangende stok hangt, moet deze stok in een zekere hoek ten opzichte van de muur worden geplaatst, zodat de vlag de muur niet kan raken.

### Het tonen van de vlag met de vlaggen van ander land
Als twee nationale vlaggen, waaronder die van Zuid-Afrika, aan gekruiste stokken hangen, moeten de hijszijden naar elkaar toe worden geplaatst en de vlaggen moeten volledig kunnen wapperen. De bovenkant van de stok van de Zuid-Afrikaanse vlag moet zich rechts bevinden (van voren gezien links).
Wanneer de Zuid-Afrikaanse vlag in de open lucht samen met de nationale vlaggen van andere landen wordt gevlagd, zijn er verscheidene regels die bepalen hoe de vlag moet worden behandeld. De Zuid-Afrikaanse vlag moet binnen Zuid-Afrika altijd de erepositie krijgen; dit betekent dat het de vlag moet zijn die het meest rechts van alle vlaggen hangt (de linkerzijde van voren gezien). Alle andere nationale vlaggen moeten op alfabetische volgorde worden geplaatst en moeten ongeveer even groot zijn, waarbij geldt dat geen enkele vlag groter mag zijn dan de Zuid-Afrikaanse. De vlag van elk land moet aan een afzonderlijke mast. De Zuid-Afrikaanse vlag moet altijd eerst worden gehesen en het laatst naar beneden worden gehaald.

### Het tonen van de vlag met niet-nationale vlaggen
Wanneer de vlag met andere vlaggen wordt getoond die geen nationale vlaggen zijn, zoals bedrijfsvlaggen en reclamebanieren, moeten alle vlaggen aan aparte stokken hangen en moet de Zuid-Afrikaanse vlag vóór de andere vlaggen, of in het midden of uiterst links (van voren gezien) worden geplaatst. Als de Zuid-Afrikaanse vlag in een optocht met andere vlaggen wordt gedragen, moet zij zich bij het begin van de optocht bevinden; indien de vlaggen zich in één lijn bevinden, moet de Zuid-Afrikaanse vlag zich aan de rechterkant bevinden.

### Het gebruik van de vlag in gebouwen
Wanneer de vlag binnen in zalen bij openbare vergaderingen of bijeenkomsten van om het even welke soort wordt getoond, moet de vlag altijd de erepositie innemen: indien ze naast een spreker wordt getoond, moet deze aan de rechterkant van de spreker worden geplaatst; wanneer ze elders in de zaal wordt getoond, dan rechts van het publiek.
De vlag moet geheel worden getoond, dus met een volledige uitgespreide rode baan aan de bovenkant. Indien ze verticaal wordt gehangen op de muur achter het podium, zou de rode streep links van de toeschouwers moeten zijn met de zwarte driehoek aan de bovenkant.

### Halfstok
De vlag mag halfstok (of halfmast) worden gehesen als teken van het rouw, maar alleen als de president daar toestemming voor geeft. Hij zal ook een datum geven die de rouwperiode beëindigt. Wanneer de vlag halfstok moet worden gehesen, moet deze eerst tot de bovenkant van de stok worden gehesen om vervolgens langzaam pas naar de halfstokpositie te worden gebracht. Voordat de vlag van de stok wordt gehaald, bijvoorbeeld bij zonsondergang of het einde van de rouwperiode, moet deze eerst tot de bovenkant van de vlag worden gehesen. Alleen de Zuid-Afrikaanse vlag mag halfstok worden gehesen; alle andere vlaggen moeten op normale hoogte blijven.